# Дзерин Михайло Федорович
Михайло Федорович Дзерин — підполковник Збройних сил України, учасник російсько-української війни, що відзначився у ході російського вторгнення в Україну у 2022 році.

## Життєпис
Михайло Дзерин після закінчення 9 класів загальноосвітньої школи І—III ступенів навчався у Львівському військовому ліцеї. Потім у серпні 2013 року закінчив Національну академію сухопутних військ імені Гетьмана Петра Сагайдачного у Львові.
З початком війни на сході України лейтенант Михайло Дзерин з весни 2014 року бра участь у бойових діях у складі 72-гої окремої механізованої бригади. Неподалік державного кордону в Луганській області він потрапив в оточення, став свідком виходу розбитих колон з-під Іловайська. Повернувшись ненадовго додому — знову на фронт. У районі Старогнатівки, перед Новою Ласпою одержав наказ ставити блокпости. Але наступного дня — нове завдання: займати оборону в селі Стила. Разом з співслуживцями не встиг дійти до Петрівського, де довідався, що в Стилі — противник. Це врятувало від нового оточення. Ще й особисто врятував кинутий українським екіпажем танк під Волновахою. Відступивши з 12 вересня 2014 року півтора року керував 9-ю ротою 72-гої окремої механізованої бригади на 2-кілометровій лінії розмежування. Керував лівим флангом у бою під Білокам'янкою. Після відпустки був призначений на посаду заступника командира батальйону 3-го батальйону.
|  | «Я професійний військовий. Навчання в ліцеї та академії дало теоретичне знання. Як офіцера мене сформувала війна. Потужні, серйозні бойові дії дали досвід..., - Михайло Дзерин про власну мотивацію військової служби» |

З січня 2017 року неподалік від окупованої Ясинуватої двічі по пів року виконував обов'язки командира батальйону, заводив батальйон на Світлодарську дугу. 2018 року знову підписав контракт на 5 років. Станом на серпень 2021 року майор Михайло Дзерин — комбат 2-го батальйону 72-ї бригади. Одружений, має сина.

## Нагороди
- Орден «Богдана Хмельницького» III ступеня (2022) — за особисту мужність і самовіддані дії, виявлені у захисті державного суверенітету та територіальної цілісності України, вірність військовій присязі.